# Grupo M96
El Grupo M96 (también conocido como Grupo Leo I) es un grupo de galaxias en la constelación de Leo. Este grupo contiene entre 8 y 24 galaxias, incluyendo tres objetos Messier. Este grupo es uno de los muchos que existe dentro del Supercúmulo de Virgo.

## Miembros
La tabla de más abajo lista las galaxias que han sido identificadas como miembros del grupo en el Catálogo de Galaxias Cercanas, por la investigación de Fouque et al., el catálogo LGG (Lyons Groups of Galaxies), y las tres lista de grupos creadas por el Nearby Optical Galaxy sample of Giuricin et al.
| Nombre   | Tipo      | A.R. (J2000)     | Dec. (J2000) | Corrimiento al rojo (km/s) | Magnitud aparente |
| -------- | --------- | ---------------- | ------------ | -------------------------- | ----------------- |
| M95      | SB(r)b    | 10 h 43 m 57.7 s | +11°42′14″   | 778 ± 4                    | 11.4              |
| M96      | SAB(rs)ab | 10 h 46 m 45.7 s | +11°49′12″   | 897 ± 4                    | 10.1              |
| M105     | E1        | 10 h 47 m 49.6 s | +12°34′54″   | 911 ± 2                    | 10.2              |
| NGC 3299 | SAB(s)dm  | 10 h 36 m 23.8 s | +12°42′27″   | 641 ± 6                    | 13.3              |
| NGC 3377 | E5.5      | 10 h 47 m 42.4 s | +13°59′08″   | 665 ± 2                    | 11.2              |
| NGC 3384 | SB(s)0    | 10 h 48 m 16.9 s | +12°37′46″   | 704 ± 2                    | 10.9              |
| NGC 3412 | SB(s)0    | 10 h 50 m 53.3 s | +13°24′44″   | 841 ± 2                    | 11.5              |
| NGC 3489 | SAB(rs)0  | 11 h 00 m 18.6 s | +13°54′04″   | 677 ± 2                    | 11.1              |

## Grupos cercanos
El Triplete de Leo, el cual incluye las galaxias espirales M65, M66, y NGC 3628,  está localizado físicamente cerca del grupo M96. Algunos algoritmos de identificación de grupos actualmente identifican al Triplete de Leo como parte del Grupo M96.